# Kærlige Kamilla
Kærlige Kamilla er en dansk kortfilm fra 2013 instrueret af Kim Blidorf.

## Handling
Denne artikel mangler et handlingsreferat. Hjælp os med at skrive det.

## Medvirkende
- Kimmie Falstrøm, Kamilla
- Mads Hjulmand, Kenneth
- Amalie Lindegård, Louise
- Tine Pohl, Lisa
- Anders Heinrichsen, Jacob
- Allan Karlsen, Tommy
- Martin Prehn, Bulderbasse til fest
- Allan Degn, Bølle
- Mikkel Peder Fabricius, Bølle
- Pernille Hansen, Vinnie
- Martin Vrede Nielsen, Bølle